# Диаспора
Диа́спора (греч. διασπορά, «рассеяние») — часть народа (этноса), проживающая вне страны своего происхождения, образующая сплочённые и устойчивые этнические группы в стране проживания, и имеющая социальные институты для поддержания и развития своей идентичности и общности. Членство в диаспоре предполагает наличие следующих характеристик: 1) удаленность от своего этнического центра, 2) определённое видение родины, 3) отсутствие полной интеграции в принимающем обществе, 4) рассмотрение возвращения в страну исхода как возможного варианта жизненной траектории, 5) приверженность восстановлению (во всех смыслах) родины и 6) обладание этнонациональным сознанием, связанным с родиной.
В современной социальной теории преобладает точка зрения, что диаспора — это не категория анализа, а категория практики. В частности, американский социолог Роджерс Брубейкер полагает, что диаспора — это идиома, позиция, заявление-претензия (claim). Концепт «диаспоры» нужен для артикуляции политических проектов, формирования ожиданий, мобилизации ресурсов и сил, апелляции к лояльностями. Эта категория призвана не описать мир, а изменить его.
Отношения с диаспорой осознаются как важное направление внешней политики многими странами.
Для некоторых стран (Израиль, Армения, Индия) диаспора, оказывающая политическую и экономическую поддержку исторической родине, играет особо важную роль. Диаспора может играть также заметную роль в сохранении национальной культуры и формировании национального самосознания. Диаспоры достаточно часто поддерживают связь со страной своей исторической принадлежности и оказывают влияние на политику страны, где они находятся.

## История
Изначально диаспорой называлась общность граждан древнегреческих городов-государств, мигрировавших на вновь завоёванные территории с целью колонизации и ассимиляции последних.
Диаспоры возникали в результате эмиграции групп населения, вынужденной или добровольной.
Зачастую первыми эмигрировали торговцы и вновь образованные колонии имели торговый характер.
Подобные методы расширения жизненного пространства были характерны для финикийцев, евреев и греков. Все эти народы, имея небольшие по площади государства, распространились и создали колонии на огромных пространствах Древнего мира.
В среде эллинизированных евреев термин диаспора употреблялся для обозначения еврейских общин, состоящих из добровольно проживающих вне Земли Израиля, в отличие от насильно изгнанных (галут) из Иудейского царства вавилонянами в 586 г. до н. э., и римлянами — из провинции Иудея в 136 году.
С созданием Септуагинты, слово диаспора стало использоваться почти исключительно для обозначения евреев рассеяния, насильно изгнанных из Земли Израиля.
Вероятно, своим происхождением новое значение термина обязано словам Септуагинты (Втор. 28:25) «Предаст тебя Господь на поражение врагам твоим; одним путём выступишь против них, а семью путями побежишь от них; и будешь рассеян по всем царствам земли.» В этом смысле слово диаспора имеет негативный оттенок, выражает наказание: «Рыдайте, пастыри, и стенайте, и посыпайте себя прахом, вожди стада; ибо исполнились дни ваши для заклания и рассеяния вашего, и падете, как дорогой сосуд.» (Иер. 25:34).
В современном значении термин диаспора стал использоваться с конца XX века, перестав быть связанным исключительно с еврейским этносом. Термин до сих пор не является строго определённым, вокруг него ведутся оживлённые дискуссии, как в России, так и за рубежом.
Некоторые государства устанавливают и поддерживают контакты со своей диаспорой за рубежом, например в Армении и Грузии за это отвечают соответствующие министерства.

## Диаспора в социологии
Диаспоры как вид общностей являются одним из предметов изучения социологии. В рамках данного изучения следует выделить несколько значимых для этой науки аспектов в вопросе диаспоры.

### Функции диаспоры
Как этническая группа диаспора выполняет ряд социально важных функций.
1. Сохранение национальной идентичности, развитие этнического самосознания человека, культурное обособление в рамках этнических особенностей его диаспоры, сохранение языка и культуры различных народов.
2. Экономическая интеграция. Крупные диаспоры способны образовать национальную нишу в экономике страны, организовывать национальные предприятия, состоящие из представителей конкретного этноса, что способствует их быстрой экономической интеграции.
3. Социальная защита. Зачастую диаспоры выступают в защиту своих членов в различных экономических и социальных конфликтах, а также оказывают им различного рода помощь и услуги.
4. Адаптация. Находясь в составе диаспоры, представители этнического меньшинства быстрее адаптируются в новой стране, ощущая себя в привычном обществе и чувствуя поддержку с его стороны.
5. Воспитание и социализация. Дети наследуют традиции своего этноса, его язык и культуру, так как получают соответствующее воспитание в пределах своей семьи и в целом диаспоры, которая вполне способна создавать внутри свои школы или классы обучения, издавать национальные газеты и журналы[10].

Наряду с позитивными функциями существуют также и негативные последствия диаспоризации. Одно из главных — нарастание межнациональной напряжённости. Такое негативное развитие событий прежде всего связано с тем, что представители диаспоры часто абсолютно обособляются от представителей не их этноса, в первую очередь членов других диаспор. В целом, данные социальные образования склонны к закрытому типу отношений. Это также способствует формированию неверного представления членов диаспоры о своём этносе и о представителях других народов и стран. Так, очень часто случается ситуация, когда члены диаспоры предвзято настроены по отношению к народу той страны, в которой они сами живут, из-за социальной отчуждённости их диаспоры.
Как негативное проявление последствий отчуждения малочисленных этнических групп в составе населения страны можно также охарактеризовать появление такого социологического искажения, как убеждённость в гомогенности аутгруппы. Это относится как к большинству, так и к социальному меньшинству. При этом представители своей группы воспринимаются нарочито более позитивно, чем члены аутгруппы. Такое развитие событий также ведёт к нарастанию межнациональной напряжённости и недоверия.

### «Жизненный цикл» диаспоры
З. И. Левин выделяет в существовании диаспоры как структурой единицы общества несколько этапов:
На первом этапе прибывшие иммигранты пытаются выжить в новой стране, взаимодействуют только с представителями своей этнической группы, однако делают это вынужденно, из-за сложившихся обстоятельств. На данном этапе важна среда, в которой они находятся. Если принимающее общество враждебно по отношению к мигрантам, то они устанавливают всё более тесные социальные связи со своими соотечественниками, что и становится предпосылкой для формирования диаспоры.
Если общество автохтонов, то есть коренных жителей страны, отторгает мигрантов, как уже было сказано выше, то это способствует сплочению их между собой и закрытию их общности, в частности по этническому принципу. Когда отношения между членами этнической общности структурируются, становятся более стабильными и институированными, можно говорить о формировании полноценной диаспоры на начальной стадии её развития. В этот период диаспора постепенно интегрируется в экономическое пространство страны-реципиента, занимает в нём какую-то нишу и приобретает всё более закрытый характер.
Важную роль в дальнейшем развитии диаспоры играет её численность. Малочисленная диаспора неспособна сформировать внутри себя полноценные социальные институты, полностью абстрагироваться от внешнего мира, больше подвержена его влиянию. Это значит, что немногочисленная диаспора быстрее изживает себя и позволяет своим членам интегрироваться в общество. Многочисленные же диаспоры обладают гораздо большим влиянием и возможностями, что пагубно сказывается на процессе ассимиляции мигрантов и даже может полностью застопорить данный процесс. Кроме того, немаловажна также интенсивность притока новых мигрантов в уже существующую диаспору. Если он достаточно мощный, это способствует усиливающейся связи с исторической родиной, возрождению национального самосознания в его радикальном виде, что вновь влечёт к обособлению уже частично ассимилировавшихся мигрантов от общества принимающей страны. Помимо этого, фактор времени тоже влияет на закрытость диаспоры. Мигранты, прибывающие в страну без цели на постоянное проживание, гораздо более вероятно замыкаются в своей диаспоре, ограждаясь от внешних взаимодействий.
В зависимости от сочетания вышеперечисленных факторов, дальнейшее развитие диаспоры является двояким. Она может либо терять свою значимость и постепенно изживать себя по мере того как мигранты будут интегрироваться в принимающее общество, становясь его полноценными элементами. Тогда для ощущения социальной защищённости и уверенности в завтрашнем дне им уже не будет нужна поддержка диаспоры и она постепенно полностью распадётся.
Если же будет иметь место межнациональная напряжённость, отторжение со стороны страны-реципиента, то диаспора будет крепнуть и способствовать всё большему отдалению мигрантов от общества, в которое они прибыли.

## Диаспоры в России
Помимо коренных народов в России существуют диаспоры, которые представлены следующими народами: армяне (до 2,5 млн), азербайджанцы (до 2 млн), узбеки (до 2 млн.), грузины (до 500 тыс.), таджики (до 500 тыс.), молдаване (до 600 тыс.), украинцы (до 5 млн), белорусы (до 500 тыс.), киргизы (650 тыс.), а также казахи, китайцы, корейцы, поляки, немцы, финны и японцы. Обыкновенно к диаспорам относят объединения людей, чьи народы имеют государственность вне России, однако в прессе можно встретить утверждения о «цыганской диаспоре».
Нередко диаспоры называются как «национально-культурные автономии». Представительства коренных народов России внутри страны именуются «землячествами».

## Крупнейшие мировые диаспоры
- Китайская диаспора — более 50 млн человек[21][22][23]
- Индийская диаспора — более 25 млн человек[24]
- Русская диаспора — более 25 млн человек[25]
- Польская диаспора — 21 млн человек[26]
- Украинская диаспора — около 12 млн человек[27]
- Армянская диаспора — около 8 млн человек[28]
- Еврейская диаспора — около 8 млн человек[29]
- Итальянская диаспора — около 8 млн человек[30]
- Греческая диаспора — около 7 млн человек[31]
- Черкесская (адыгская) диаспора — более 7,5 млн человек[источник не указан 3280 дней]
- Вьетнамская диаспора — около 4 млн человек[32]
- Турецкая диаспора — более 3,5 млн человек[33]
- Белорусская диаспора — около 3,5 млн человек[34]
- Азербайджанская диаспора — около 3,5 млн человек[источник не указан 1707 дней]

### Словари и энциклопедии
- Диаспора // Малый энциклопедический словарь Брокгауза и Ефрона. — 2-е изд., вновь перераб. и значит. доп. — Т. 1—2. — СПб., 1907—1909.
- Диаспора // Энциклопедический словарь Брокгауза и Ефрона : в 86 т. (82 т. и 4 доп.). — СПб., 1890—1907.
- Диаспора // Еврейская энциклопедия Брокгауза и Ефрона. — СПб., 1908—1913.
- Диаспора (недоступная ссылка) — Социология: Энциклопедия / Сост. А. А. Грицанов, В. Л. Абушенко, Г. М. Евелькин, Г. Н. Соколова, О. В. Терещенко. — Мн.: Книжный Дом, 2003
- Диаспора // Мень А. В. Библиологический словарь: в 3 т. — М.: Фонд имени Александра Меня, 2002.
- Диаспора (недоступная ссылка) — Национальная социологическая энциклопедия
- Диаспора // Большая советская энциклопедия : [в 30 т.] / гл. ред.  А. М. Прохоров. — 3-е изд. — М. : Советская энциклопедия, 1969—1978.
- Диаспора — статья из Электронной еврейской энциклопедии

### Статьи и сборники статей
- Диаспоры постсоветского пространства
- Милитарев А. О содержании термина «диаспора» // «Диаспоры», № 1, 1999 г.
- Дятлов В. Диаспора: попытка определиться в термине и понятии // «Диаспоры», № 1, 1999 г.
- Кондратьева Т. Диаспоры в современном мире: эволюция явления и понятия
- Нестерович В. Ф. Вплив етнічних діаспор на прийняття нормативно-правових актів у США / В. Ф. Нестерович. Віче. 2013. № 8. С. 19-23.
- Попков В. Д. Некоторые основания для типологии диаспор (недоступная ссылка)
- Возникновение и формирование российской диаспоры за рубежом // «Отечественная история», 1996, № 1, с. 53—65.
- Калинкин В. Ю., Кочетков В. В. Национальные диаспоры в транснациональном пространстве // Вестник Московского университета. Серия 18. Социология и политология. 2009. № 1
- Сандул Я. Диаспора, как научная дефиниция: универсальность и неопределенность
- Миграции, мигранты, «новые диаспоры»: фактор стабильности и конфликта в регионе (недоступная ссылка) // Байкальская Сибирь: из чего складывается стабильность / редкол.: В. И. Дятлов, — М.; Иркутск: Наталис 2005. с. 95-137
- Высшее образование для XXI века: IX Международная научная конференция. Москва, 15–17 ноября 2012 г. : Доклады и материалы. Симпозиум «Диаспоры в России и за рубежом как предмет гуманитарного образования» / В. К. Криворученко. — М.: Изд-во Моск. гуманит. ун-та «Социум», 2012. — 107 с.
- Артур Атаев Кавказские диаспоры и общины // Москва (журнал). — 2015. — № 10. — С. 161—176
- З.И. Левин. Менталитет диаспоры: системный и социокультурный анализ. — Институт востоковедения РАН, 2001.

### Статистика
- Еврейская, армянская и греческая диаспоры в Российской империи, СССР, России и СНГ  (недоступная ссылка)